# Žihle (stacja kolejowa)
Žihle – stacja kolejowa w Žihlach, w kraju pilzneńskim, w Czechach. Położona jest na wysokości 460 m n.p.m.
Na stacji istnieje możliwości zakupu biletów i rezerwacji miejsc.. 

## Linie kolejowe
- 160 Plzeň - Žatec